# 2007年國際自由車環台賽
2007年國際自由車環台賽（法語：2007 Tour de Taïwan）是在2007年3月18日─3月24日舉行，首先由高雄市的城市繞圈賽揭開序幕，連續七天，進行不同類型的公路賽與繞圈賽，最後一站則以台北市政府的繞圈賽收尾。與往年的環台賽不同的是，本屆的比賽是由南部的高雄、屏東地區，歷經北回歸線、西部地區重要城市與景點，最後再前進臺北縣八里鄉與台北市政府，作為結束。
也由於這次的環台賽路線與競賽的設置及規劃，都以台灣西部的路線為主，加上西部地區的地形差距不甚明顯，多以平原、丘陵、台地為主，山路僅有第四站的彰化縣八卦山一帶，因此，對於擅長登山賽的車手而言，將是一項考驗，加上第六站的「彰化鹿港─台北八里」長途公路賽，全長188.9公里，是所有比賽中最長之路線，因此選手在體力、耐力、速度的調配，也更顯得重要，加上國際自由車環台賽自去年起，獲得與國際奧林匹克委員會認可，成為2008年北京奧運自行車資格賽中，亞洲區積分賽項目，因此，亞洲地區的車手也將此站視為進軍奧運會的關鍵之戰。

## 相關活動

### 主題活動

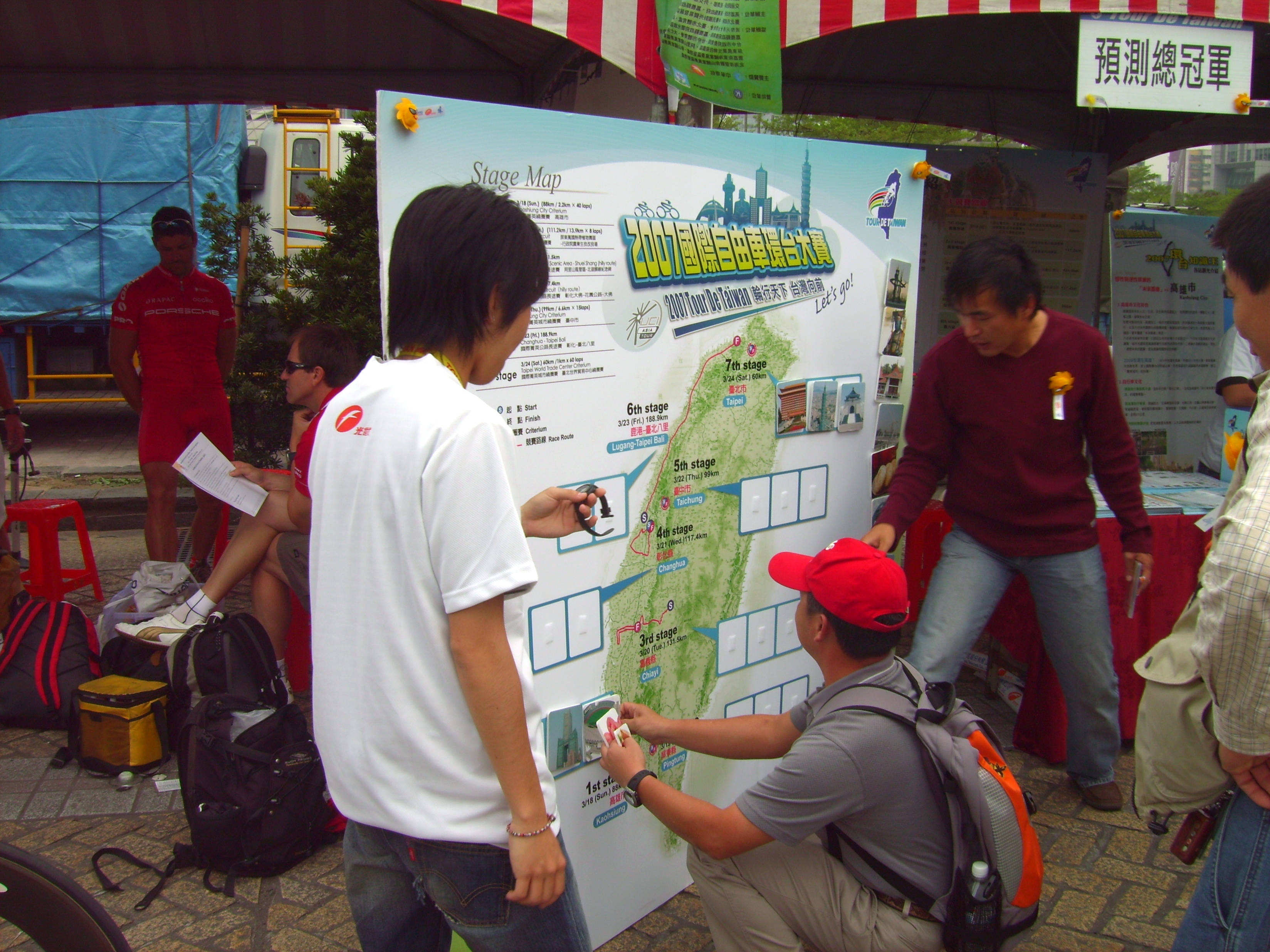
「環台知識王」互動遊戲

- 分站活動：僅在高雄市、屏東縣、台北市等三站設置，依照各縣市特色之差異，都會進行不同的活動。
- 環台知識王：在部份分站比賽中，主辦單位會設置此項互動遊戲，讓參賽者了解台灣各地的文化與歷史背景，並且在大會的攤位中，設置展覽看板，讓參觀者可以更加了解國際自由車環台賽的歷史。
- 環台趴趴走：在各分站中，主辦單位會發行此項即時快訊，讓參觀的民眾可以在第一時間內，透過現場的快訊，了解比賽賽況與各隊相關資訊，當然，也會配合此一活動，進行「預測冠軍抽大獎」的猜獎活動。

### 開幕式

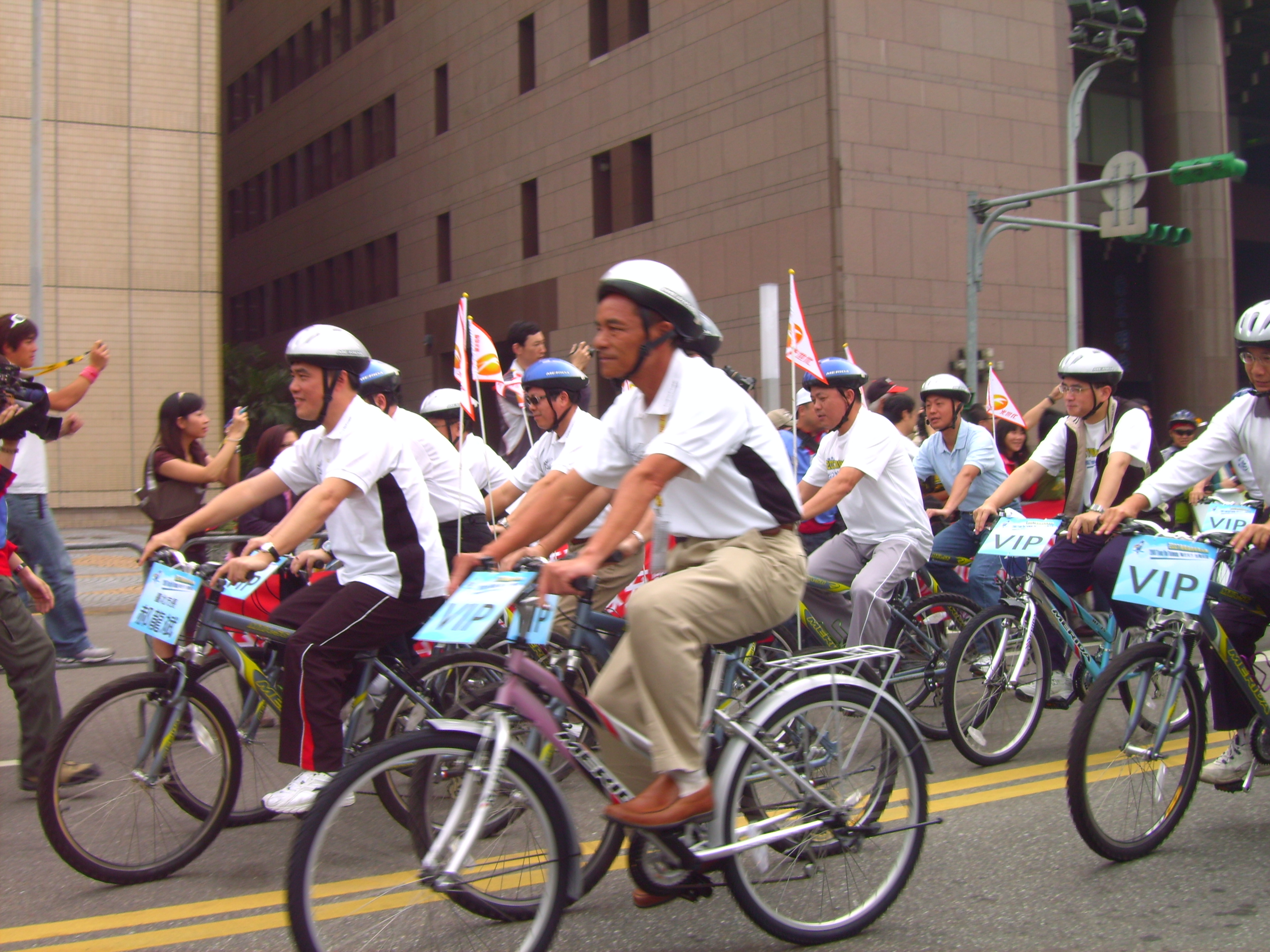
開幕式：貴賓領騎。

主辦單位會邀請當地具特色的表演團體，進行開場表演，另外，在第二站之後，承辦單位都會邀請前一站的領先者（第一站是邀請上一屆的各組冠軍），接受該站主辦單位的表揚，與致贈紀念品。
而在領騎部分，主辦單位會先配置好領騎的自行車，由各分站的與會貴賓進行領騎，作為暖胎圈的開始，在分站比賽中的暖胎路程，就是貴賓領騎的路程，領騎車隊的前方，則必須由警力保護，以防止意外的發生。

## 競賽規定

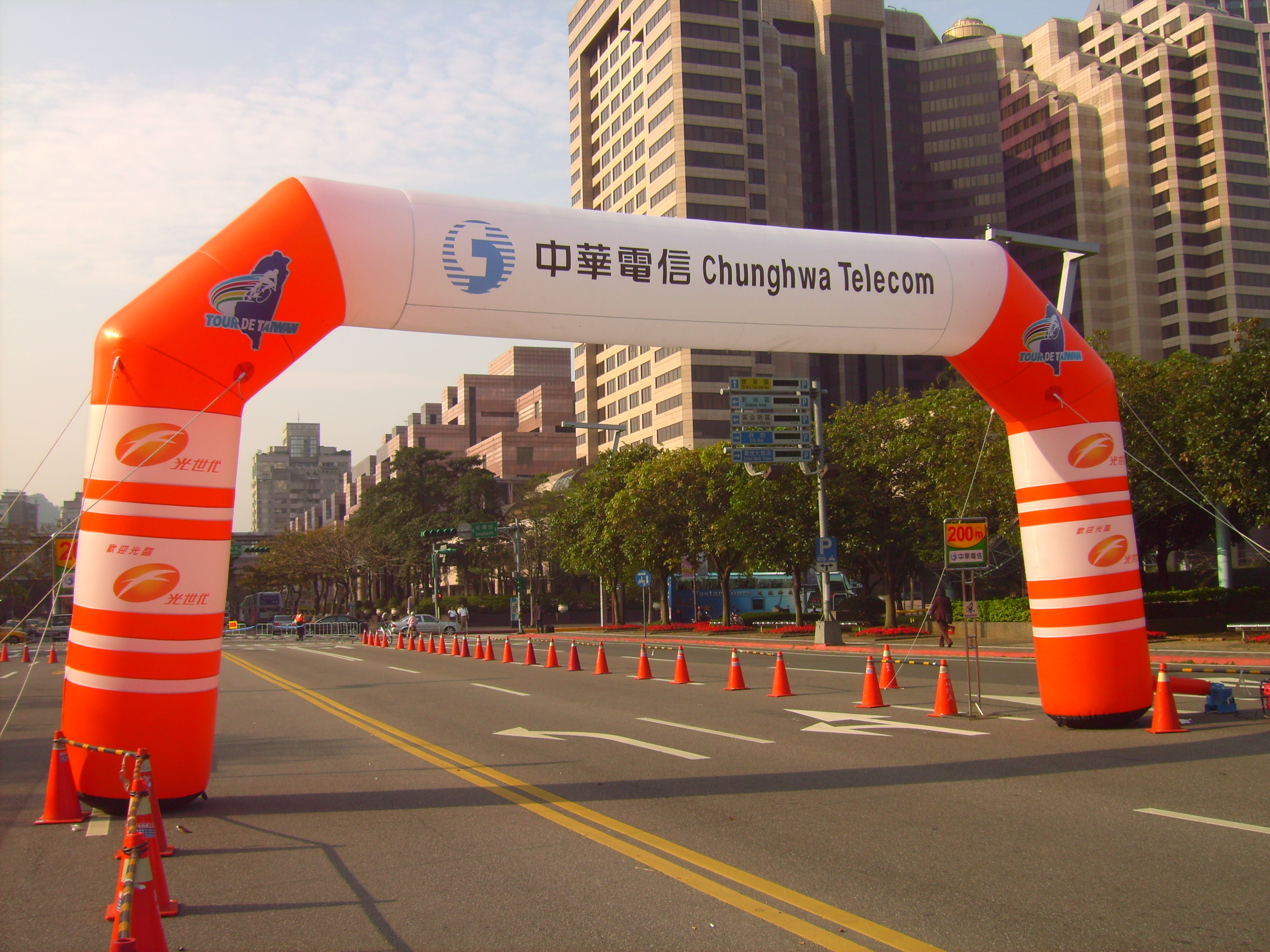
此氣球拱門在公路賽中，會代表倒數1公里的標示牌。

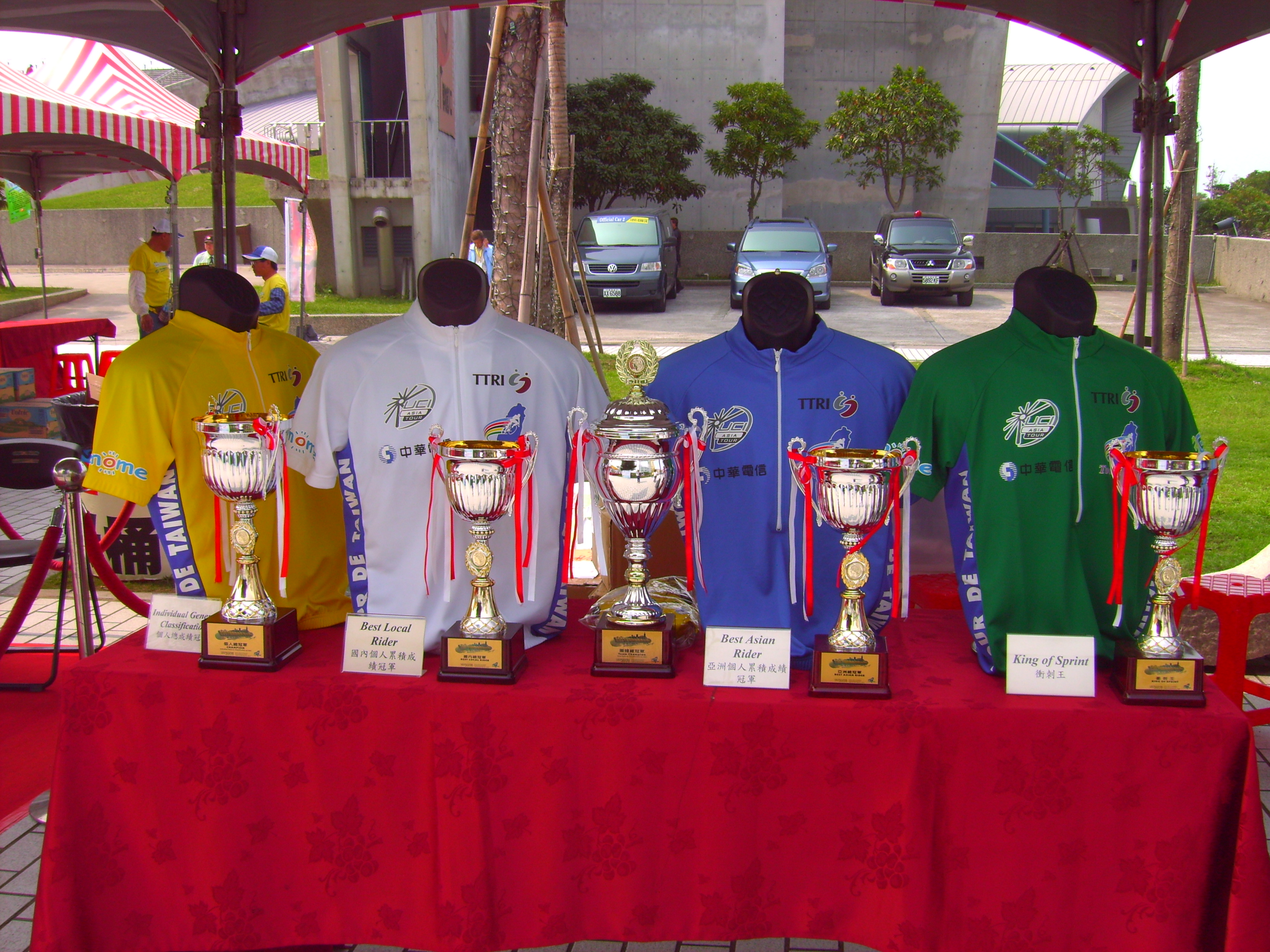
每一種顏色的領騎衣衫，代表不同類型的冠軍。

註：此項比賽大部分的規定，是根據的公路賽規章所訂定的。
- 車隊補給：在繞圈賽部份（除了台北市政府繞圈賽），必須根據大會提供的補給點指示牌進行補給；公路賽部份，團隊的車輛可以進行隊車補給。
- 終點關閉：選手若超過一定時間者，會被裁判判定失去資格，並且後續的比賽將無法參與，但如果比賽途中發生意外，終點關閉的時間會延後進行。
- 標示牌：依照性質不同，可分為：
  - 距離告示牌：每相隔一段距離，都會在定點設置距離告示牌，告知參賽者剩餘的里程。
  - 衝刺告示牌：寫上S的告示牌，代表該定點是衝刺點。
  - 隊車撤離告示牌：接近終點時才會設置，通常會寫上「Deviation」字樣來提示隊車駕駛。
- 繞圈賽：
  - 休息圈：選手發生意外時才會有的，比賽到了倒數的一定圈數時，並不會提供休息圈。
  - 選手被超越的圈數若達一定程度，則會被淘汰，而如果是主集團，則會被迫提前結束比賽，並且依照領先選手的成績，決定懲罰的秒數，作為被淘汰者的最後成績。
- 參與比賽的團隊，必須是洲際以上，並獲得，與各洲相關自由車總會認可的隊伍，才能參賽，每隊有五位正式選手，一位候補選手，一位領隊。

### 獎典分配
除了團體總冠軍在最後一站結束後進行頒獎以外，其他如單站冠軍、台灣領先者（白衫）、亞洲領先者（藍衫）、衝刺積分領先者（綠衫）、個人總成績領先者（黃衫）都會在各站比賽結束後進行頒獎與成績公佈。

## 參賽隊伍

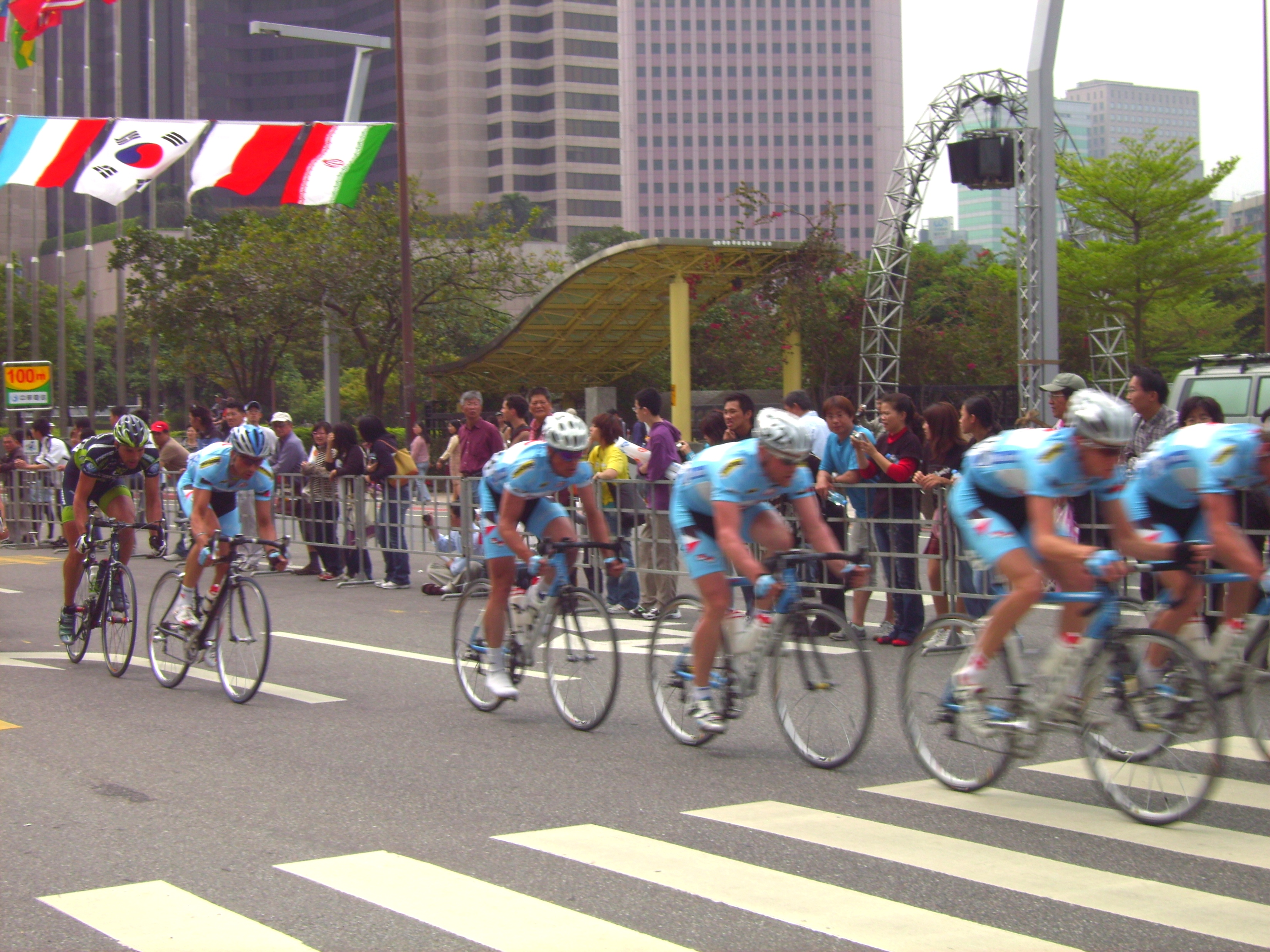
盧森堡狄佛丹治車隊

- 美國瑪吉斯車隊（英语：Health_Net_Pro_Cycling_Team_Presented_by_Maxxis）（Health Net Pro Cycling Team Presented by Maxxis， 美国）
- 盧森堡狄佛丹治車隊（Continental Cycling Team Differdange， 盧森堡）
- 美利達歐洲車隊（Merida Europe Team， 德国）
- 德國PZ車隊（Team PZ Racing， 德国）
- 喜瑪諾職業車隊（Team Skil-Shimano， 荷蘭）
- 伊朗阿薩大學隊（Azad University Continental Team， 伊朗）
- 韓國京畿道車隊（Uijeongbu City Cycling Team， ）
- 日本愛三職業車隊（Aisan Racing Team， 日本）
- 沖繩代表隊（ 日本）
- 香港職業車隊（ 香港）
- 越南國家代表隊（ 越南）
- 馬來西亞國家代表隊（ 马来西亚）
- 泰國國家代表隊（ 泰國）
- 印尼寶利根車隊（Polygon Sweet Nice Team， 印度尼西亞）
- 捷安特亞洲職業車隊（Giant Asia Racing Team， 中華臺北）
- 台灣騎拿車隊（Taiwan Kinan CCD， 中華臺北）
- 台中縣自行車隊（ 中華臺北）
- 新竹e-MA車隊（ 中華臺北）
- 高雄CKT車隊（ 中華臺北）
- 澳洲保時捷車隊（Drapac Porsche， ）

## 各站概要

### 第一站（高雄市愛河）
- 性質：國際菁英城市繞圈賽

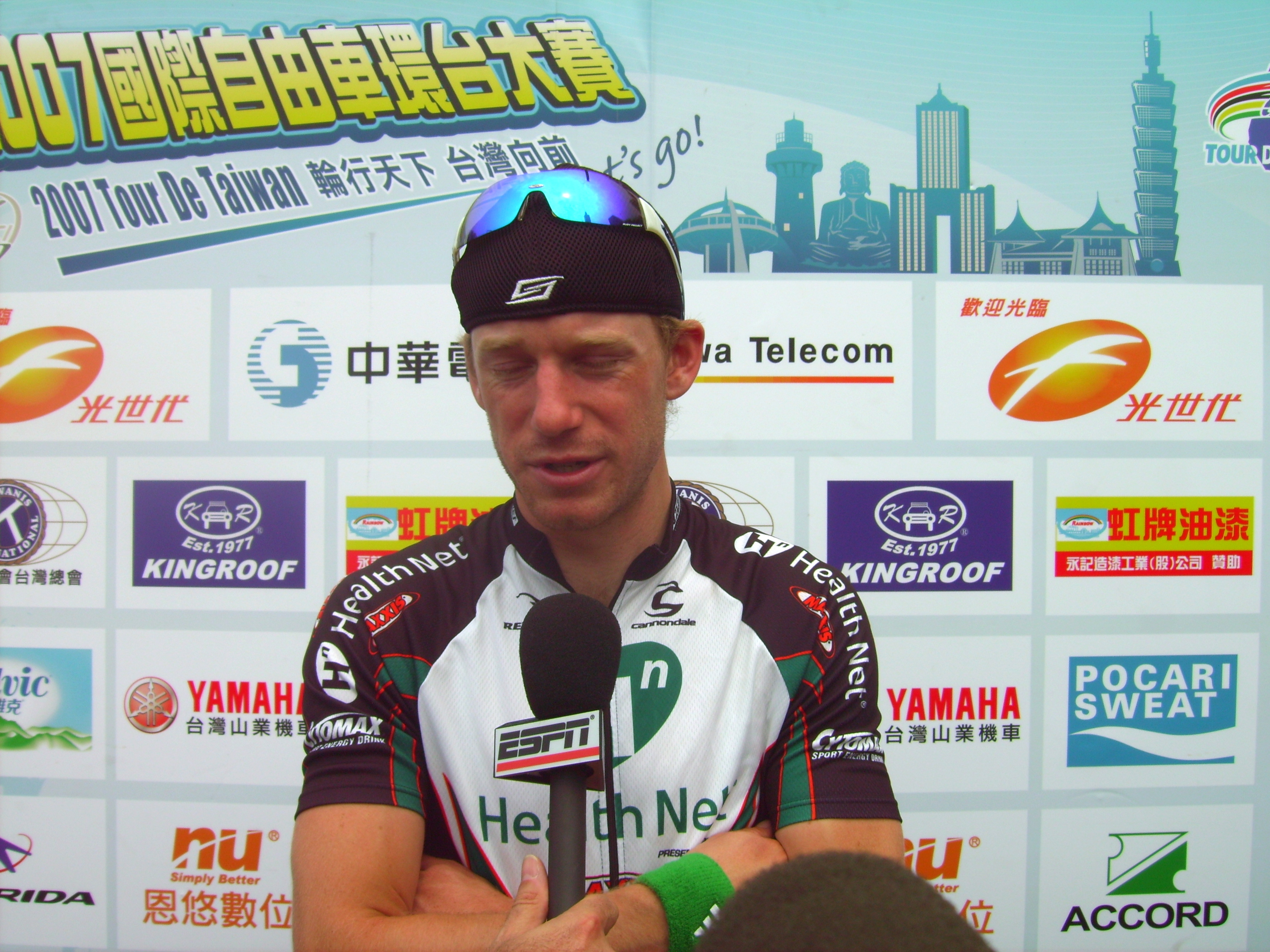
蕭恩在首站就直接拿下三冠王的榮銜

- 路線：中正四路（仁愛公園）→河東路→五福四路→大智路→大仁路→中正四路
- 里程：每圈2.2公里，比賽進行40圈，共88公里，不含暖胎圈2圈
- 衝刺點：十倍數圈（第40圈除外）過終點前。
- 配合活動：真愛高雄─美利達「全民鐵馬逍遙遊」。此項活動是為了推廣高雄市的自行車運動所進行的賽前活動，近似於每年在台灣各地舉辦的國際無車日誓師活動。[1]

#### 比賽成績
- 總排名：
  1. 蕭恩（Shawn Milne，美國瑪吉斯車隊）
  2. 卡本（Tjarco Cuppens，德國PZ車隊）
  3. 戴倫（Darren Lapthorne，澳洲保時捷車隊）
- 其他獎項：
  - 衝刺王、單站冠軍：蕭恩（Shawn Milne，美國瑪吉斯車隊）
  - 台灣冠軍：巫帛宏（高雄CKT車隊）
  - 亞洲冠軍：何欣（Hossein Askari，捷安特亞洲車隊）

### 第二站（屏東縣）

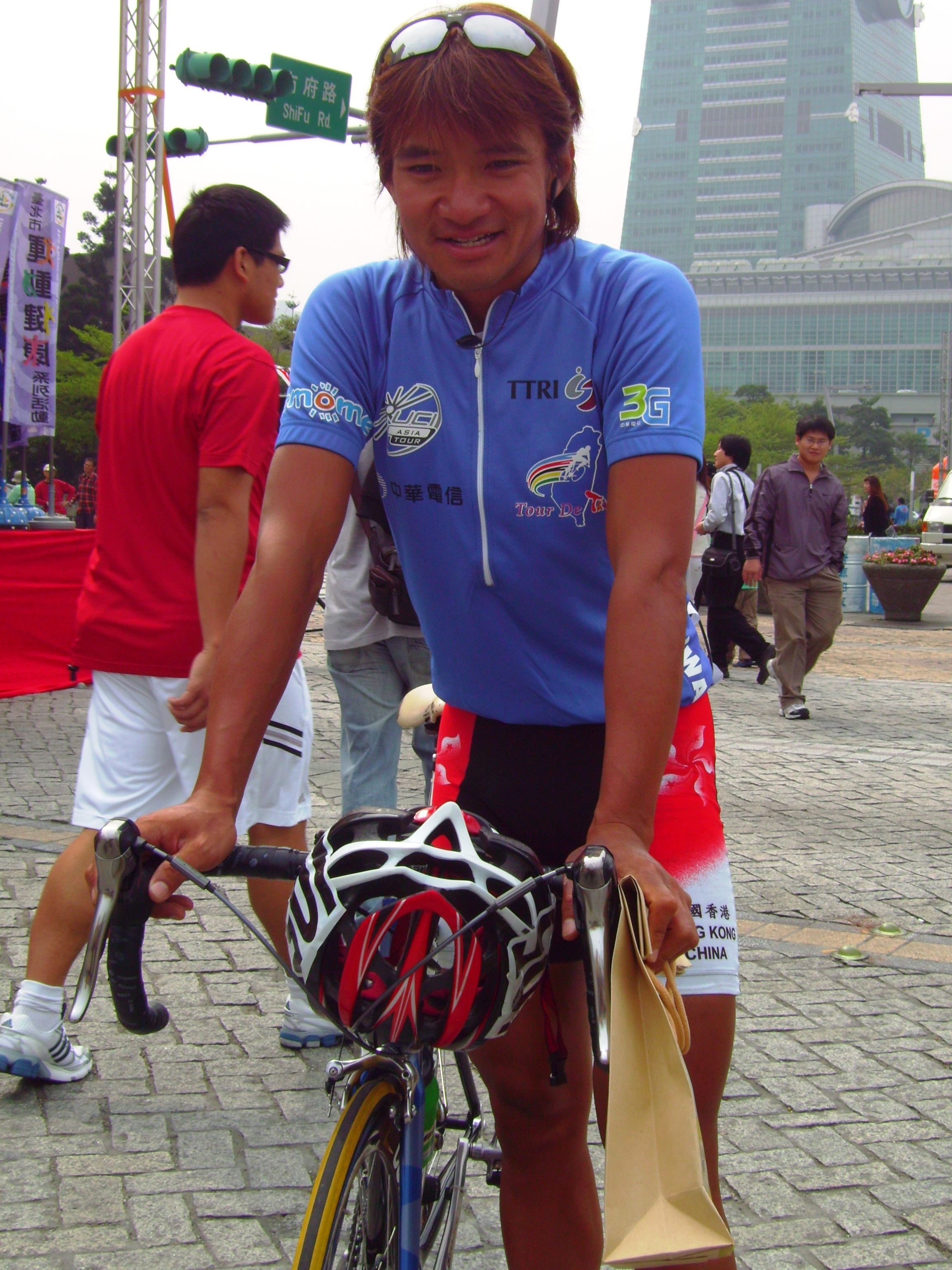
黃金寶竄起，成為屏東站的單站與亞洲冠軍。

註：屏東站是歷屆國際自由車環台賽以來，第一次納入。
- 性質：國際菁英公路賽
- 路線：屏東熱帶農業博覽會園區（起終點）→屏東生物科技園區→蘭花蕨自行車專用道（折返點，原路返回起點）
- 衝刺點：雙數圈（除第八圈以外）過終點前。
- 里程：路程來回13.9公里，比賽進行8圈，共111.2公里，不含暖胎的1.2公里

#### 蘭花蕨自行車專用道
此自行車道是在2007年2月3日正式啟用，主要特色是以自行車道旁邊的植物環境環繞車道周圍取勝，同時，更有自行車專用的觸控式自行車號誌，功能近似於台灣交通常見的小綠人號誌，對於自行車休閒活動是一項利多。
而在主辦單位勘查地形，確定安全無虞後，決議將此地點納入正式比賽範圍，並且讓屏東縣首度在國際自由車環台賽中亮相。

#### 會前賽
在屏東站比賽中，首先進行2007年全國中等以上學校自由車錦標賽的最後決賽─長途公路錦標賽，主要的比賽對象，是以國中以上的自行車校隊為主，比賽等級與台灣每年舉行的中正盃單項運動競賽規模是相同的，差別僅在於參賽資格。
而這項總錦標賽，是由教育部與行政院體育委員會指導，中華民國自由車協會與高雄市政府、高雄縣政府、屏東縣政府聯手合辦的比賽，目的是要推廣自行車運動的普及與培育中等學校的優質自行車手而設計的比賽，在早先已於2007年3月1日─3月3日，於高雄市、高雄縣分別進行場地賽與登山車賽。

#### 比賽成績

##### 會前賽各組冠軍
註：團體組比賽僅有國中、高中的男子組比賽有設立，採計方式是以該隊前三位表現較佳的車手成績進行累積計算。
- 國中組
  - 男子冠軍：陳柏宇（新竹縣立新豐國中）
  - 女子冠軍：林嘉慧（新竹縣立新豐國中）
  - 團體冠軍：高雄市立楠梓國中
- 高中組
  - 男子冠軍：劉彥傑（新竹縣立湖口高級中學）
  - 女子冠軍：黃宇婕（新竹市世界高中）
  - 團體冠軍：國立大甲高級中學
- 大專組
  - 男子冠軍：廖國龍（樹德科技大學）
  - 女子冠軍：蕭美玉（國立台灣體育學院）

##### 正式賽
- 總排名：
  1. 蕭恩（Shawn Milne，美國瑪吉斯車隊）
  2. 戴倫（Darren Lapthorne，澳洲保時捷車隊）
  3. 黃金寶（香港職業車隊）
- 其他獎項：
  - 衝刺王：蕭恩（Shawn Milne，美國瑪吉斯車隊）
  - 單站冠軍、亞洲冠軍：黃金寶（香港職業車隊）
  - 台灣冠軍：巫帛宏（高雄CKT車隊）

### 第三站（嘉義縣）
- 性質：國際菁英公路長途賽

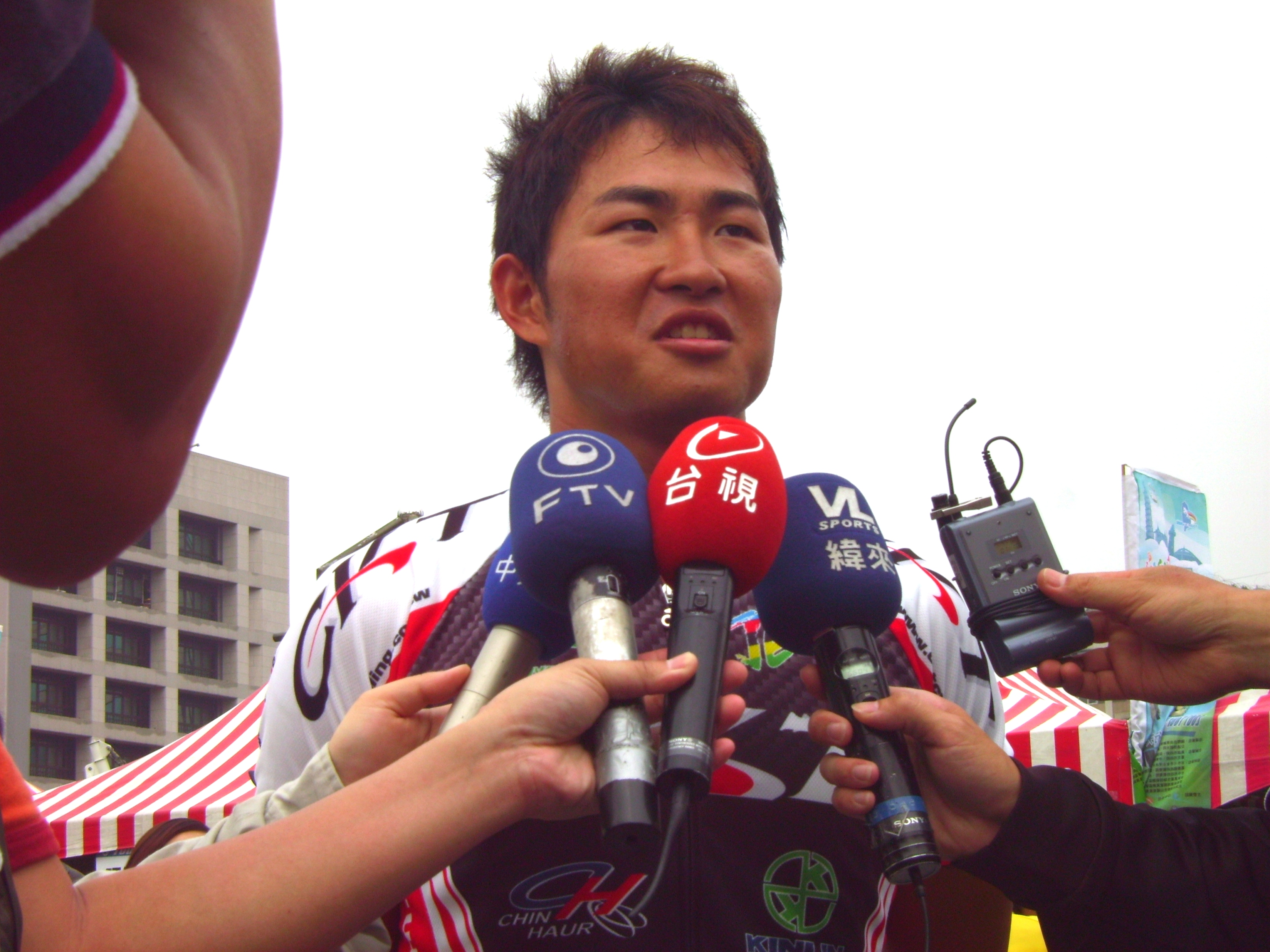
巫帛宏連續三站拿下台灣組冠軍

- 路線：中油變發加油站→北回歸線紀念碑→太保→嘉義縣政府（第一衝刺點）→朴子配天宮→東石→布袋鹽山（第二衝刺點，經區域繞圈後，沿原路折返）→嘉義縣政府（第三衝刺點）→北回歸線紀念碑（終點）
- 里程：全程123.6公里，不含暖胎的6.3公里（嘉義縣阿里山風景管理處→中油變發加油站）

#### 比賽成績
- 個人總時間：
  1. 溫迪安（Dean Windsor，澳洲保時捷車隊）
  2. 廣瀨敏（日本愛三職業車隊）
  3. 畢法蘭（Frank Pipp，美國瑪吉斯車隊）
- 其他獎項：
  - 單站冠軍：柯納爾（Christian Knorr，盧森堡迪佛丹治隊）
  - 衝刺王：蕭恩（Shawn Milne，美國瑪吉斯車隊）
  - 台灣冠軍：巫帛宏（高雄CKT車隊）
  - 亞洲冠軍：廣瀨敏（日本愛三職業車隊）

### 第四站（彰化縣）

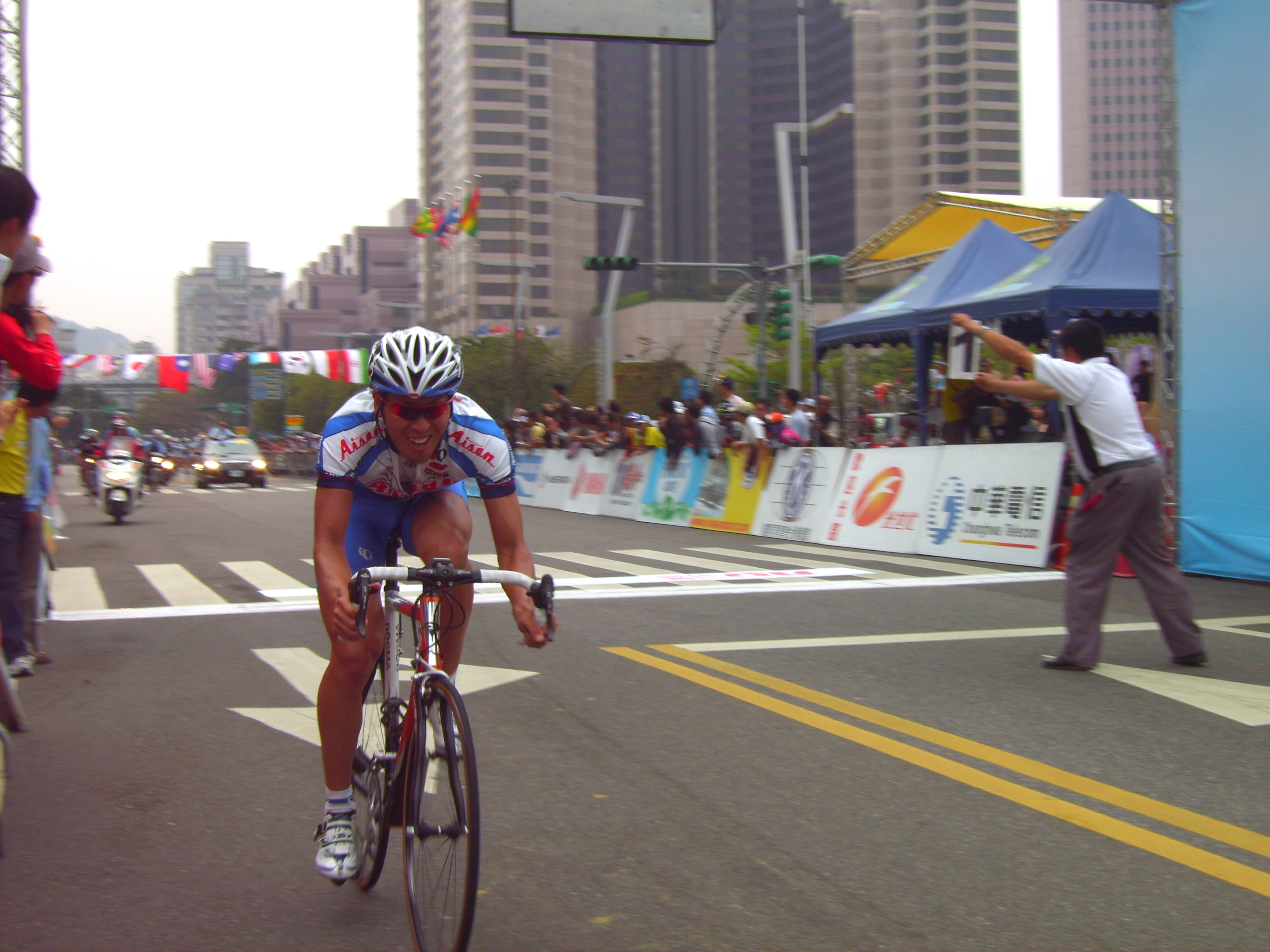
廣瀨敏在彰化的比賽中拿下亞洲冠軍。（拍攝地於第七站台北）

註：本站是本屆環台賽唯一包含山路賽道的分站比賽。
- 性質：國際菁英公路長途賽
- 路線：八卦山遊客服務中心→秀水→鹿港天后宮→食益補公司（第一衝刺點）→芳苑濱海公路→二林高商（第二衝刺點）→田尾公路花園→美利達公司（第三衝刺點）→彰化縣政府→八卦山大佛→八卦山風景區→縣道139號→省道74甲→省道1號→秀傳醫院→彰化縣政府→八卦山大佛
- 里程：全程117.4公里，不含暖胎的6.6公里（八卦山大佛→八卦山遊客服務中心）

#### 比賽成績
- 個人總時間：
  1. 畢法蘭（Frank Pipp，美國瑪吉斯車隊）
  2. 溫迪安（Dean Windsor，澳洲保時捷車隊）
  3. 廣瀨敏（日本愛三職業車隊）
- 其他獎項：
  - 單站冠軍：葛爾德（Ghader Mizbani-Iranagh，捷安特亞洲車隊）
  - 衝刺王：蕭恩（Shawn Milne，美國瑪吉斯車隊）
  - 台灣冠軍：王胤之（新竹e-MA）
  - 亞洲冠軍：廣瀨敏（日本愛三職業車隊）

### 第五站（台中市）
- 性質：國際菁英城市繞圈賽

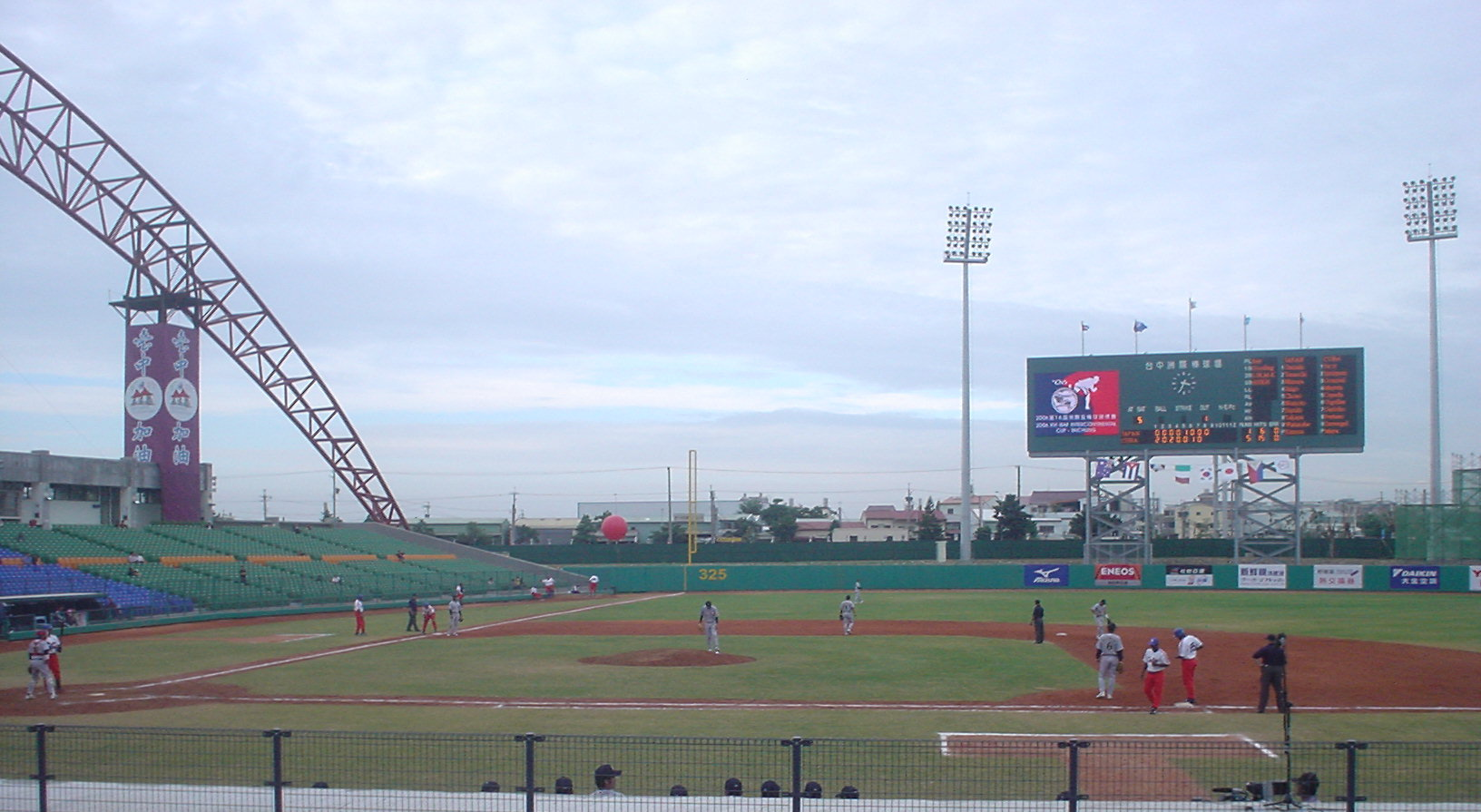
台中洲際棒球場

- 路線：環中路（台中洲際棒球場，起終點）→崇德路→松竹路→環中路
- 里程：每圈6.6公里，比賽進行15圈，共99公里，不含暖胎圈2圈
- 衝刺點：第4、8、12圈過終點前。

#### 比賽成績
- 個人總時間：
  1. 畢法蘭（Frank Pipp，美國瑪吉斯車隊）
  2. 溫迪安（Dean Windsor，澳洲保時捷車隊）
  3. 廣瀨敏（日本愛三職業車隊）
- 其他獎項：
  - 單站冠軍：狄艾曼（Benjamin Diemer，美利達歐洲車隊）
  - 衝刺王：蕭恩（Shawn Milne，美國瑪吉斯車隊）
  - 台灣冠軍：王胤之（新竹e-MA）
  - 亞洲冠軍：廣瀨敏（日本愛三職業車隊）

### 第六站（彰化─台北）

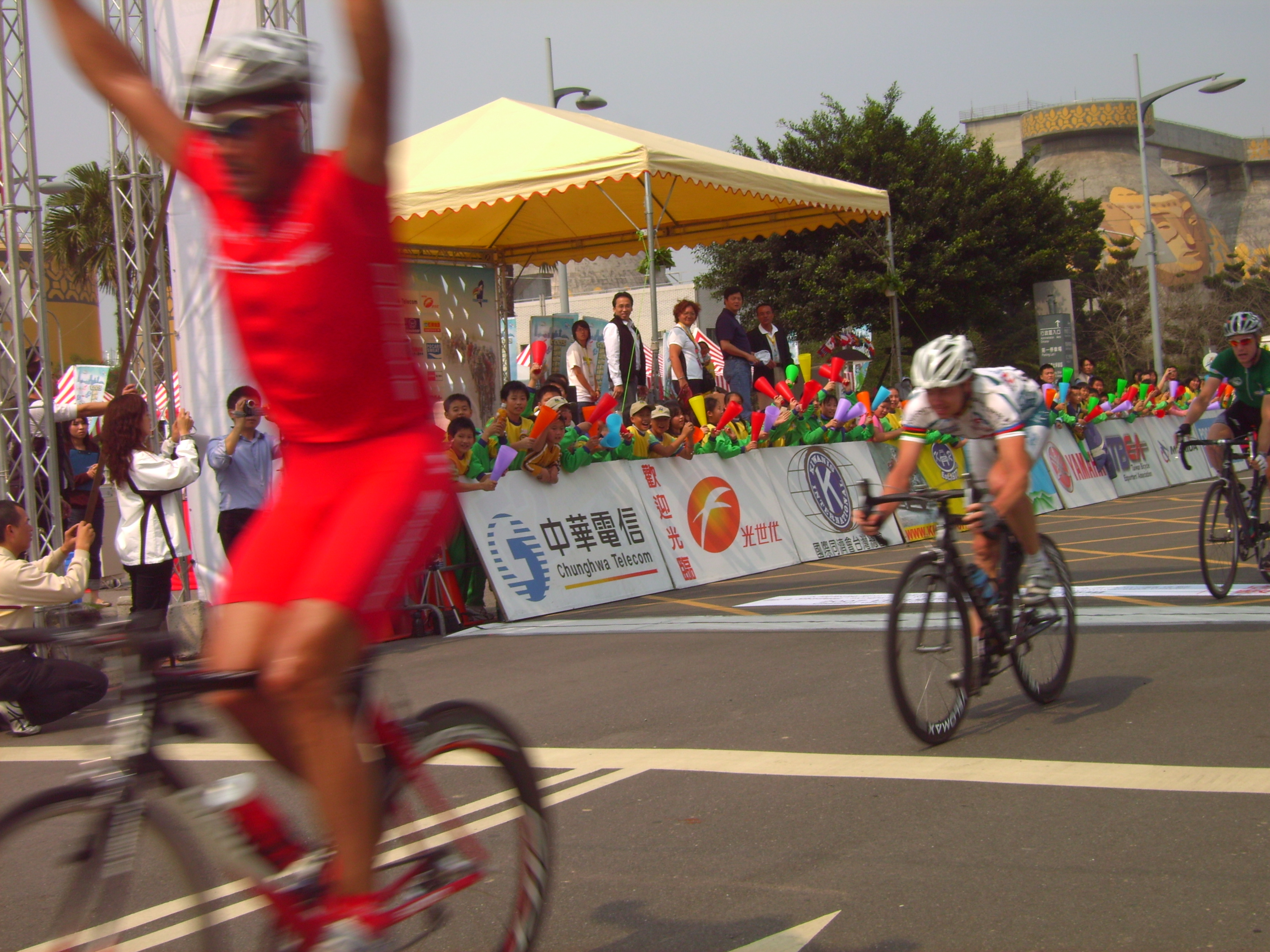
麥克尼蘭（舉雙臂者）是這個分站的冠軍。

註：本站是本屆環台賽比賽距離最長，也是行經最多縣市的公路賽。
- 性質：國際菁英公路長途賽
- 路線：彰化縣立海埔國小→龍井→省道17號→大甲→幼獅工業區（第一衝刺點）→苑裡國小→通霄隧道→西湖→造橋鄉談文國小→尖山大橋→天仁茗茶（第二衝刺點）→新竹市港南風景區→鳳鼻隧道→光泉牛奶（第三衝刺點）→桃園市國際路→蘆竹→八里圖書館→八里左岸→八里鄉博物館路→八里十三行博物館。
- 里程：全程117.4公里，不含暖胎的4.1公里（彰化鹿港天后宮→海埔國小）
- 行經縣市：彰化縣、台中縣、苗栗縣、新竹縣、新竹市、桃園縣、台北縣

#### 比賽成績
- 個人總時間：

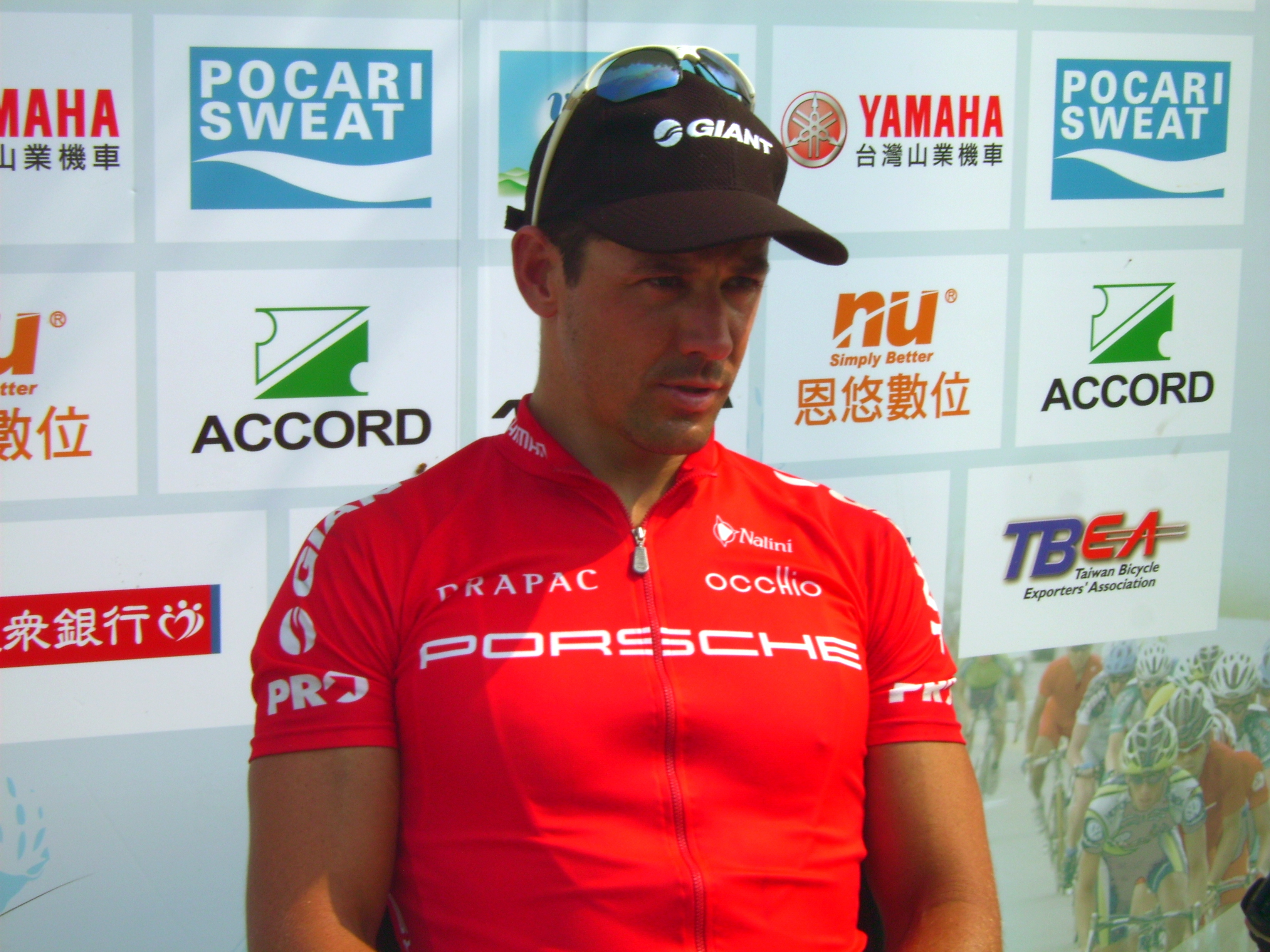
麥克尼蘭在奪下單站冠軍後，接受媒體專訪。

  1. 蕭恩（Milne Shawn，美國瑪吉斯車隊）
  2. 麥克尼蘭（Robert McLachlan，澳洲保時捷車隊）
  3. 亞可力（Yevgeniy Yakovlev，印尼寶利根隊）
- 其他獎項：
  - 單站冠軍：麥克尼蘭（Robert McLachlan，澳洲保時捷車隊）
  - 衝刺王：蕭恩（Shawn Milne，美國瑪吉斯車隊）
  - 台灣冠軍：彭貴祥（捷安特亞洲車隊）
  - 亞洲冠軍：亞可力（Yevgeniy Yakovlev，印尼寶利根隊）

### 第七站（台北市）
- 性質：國際菁英城市繞圈賽
- 路線：台北市政府周邊道路（市府路→松高路→松智路→松壽路→市府路，與「市民菁英繞圈賽」共用同一路線）
- 里程：每圈1公里，比賽進行60圈，共60公里，不含暖胎圈2圈
- 衝刺點：十倍數圈（第60圈除外）過終點前，另外，第20、40圈則僅有獎金獎勵。

#### 相關活動

##### 會前賽

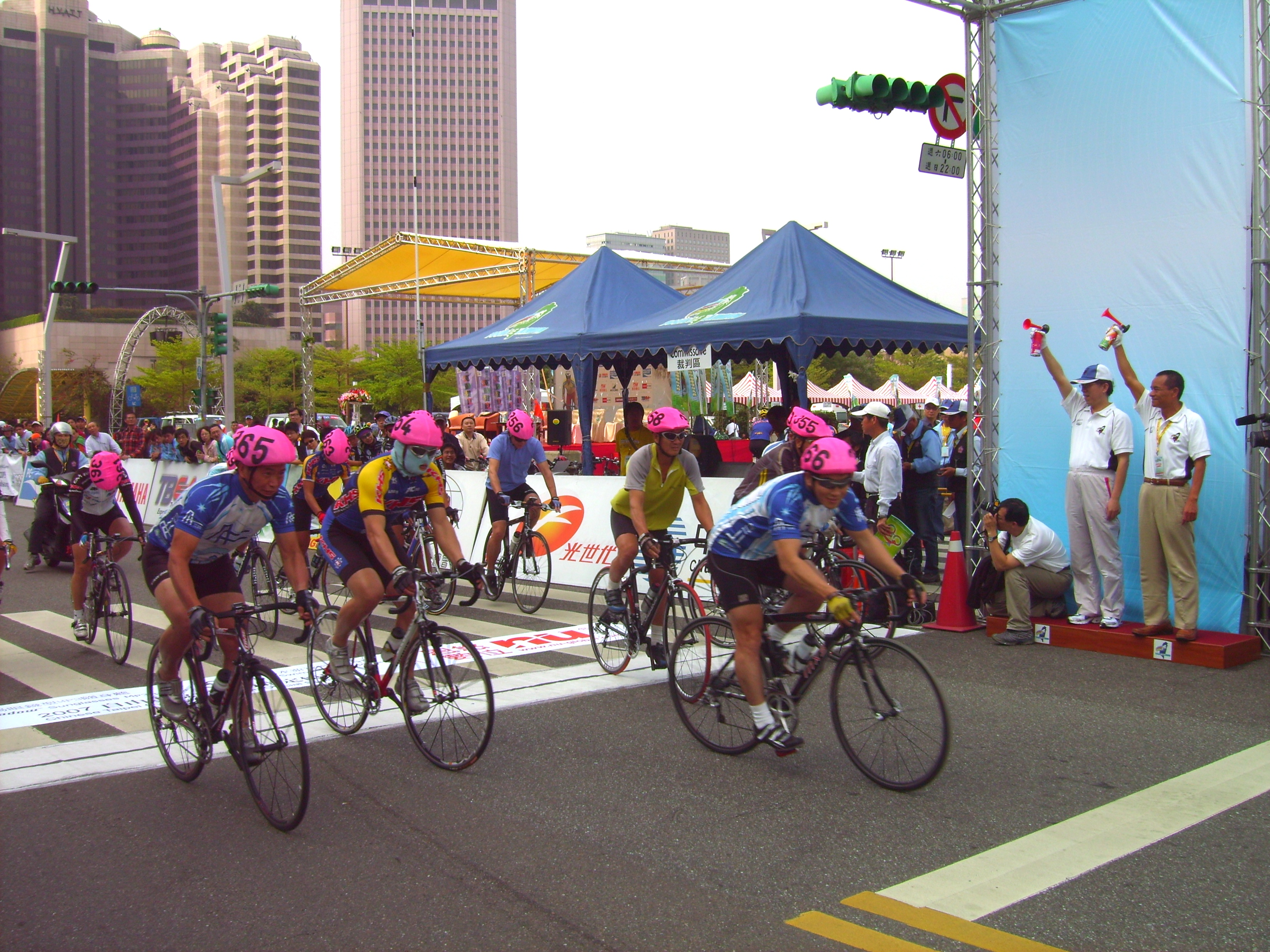
「市民菁英繞圈賽」是當日系列活動的開始

為了推展臺北市的自行車運動，並且拉抬環台賽台北市站的聲勢，主辦單位在正式比賽前，也進行了一場會前賽，邀請台灣對自行車運動有興趣的自行車手，參與「市民菁英繞圈賽」，在本屆比賽中，是第二次辦理。
參賽選手大多都是以業餘車手或是非國家隊、非職業隊為主，甚至也可以看到校園團隊的參與，而比賽年齡門檻，則限定為15歲以上，主要是考量到賽會的安全，且路線也和正式賽相同。
比賽方式也採用自由車公路賽規章的落後淘汰制，並規定「選手若落後主集團達一圈以上，會被取消參賽資格」。

##### 展覽會

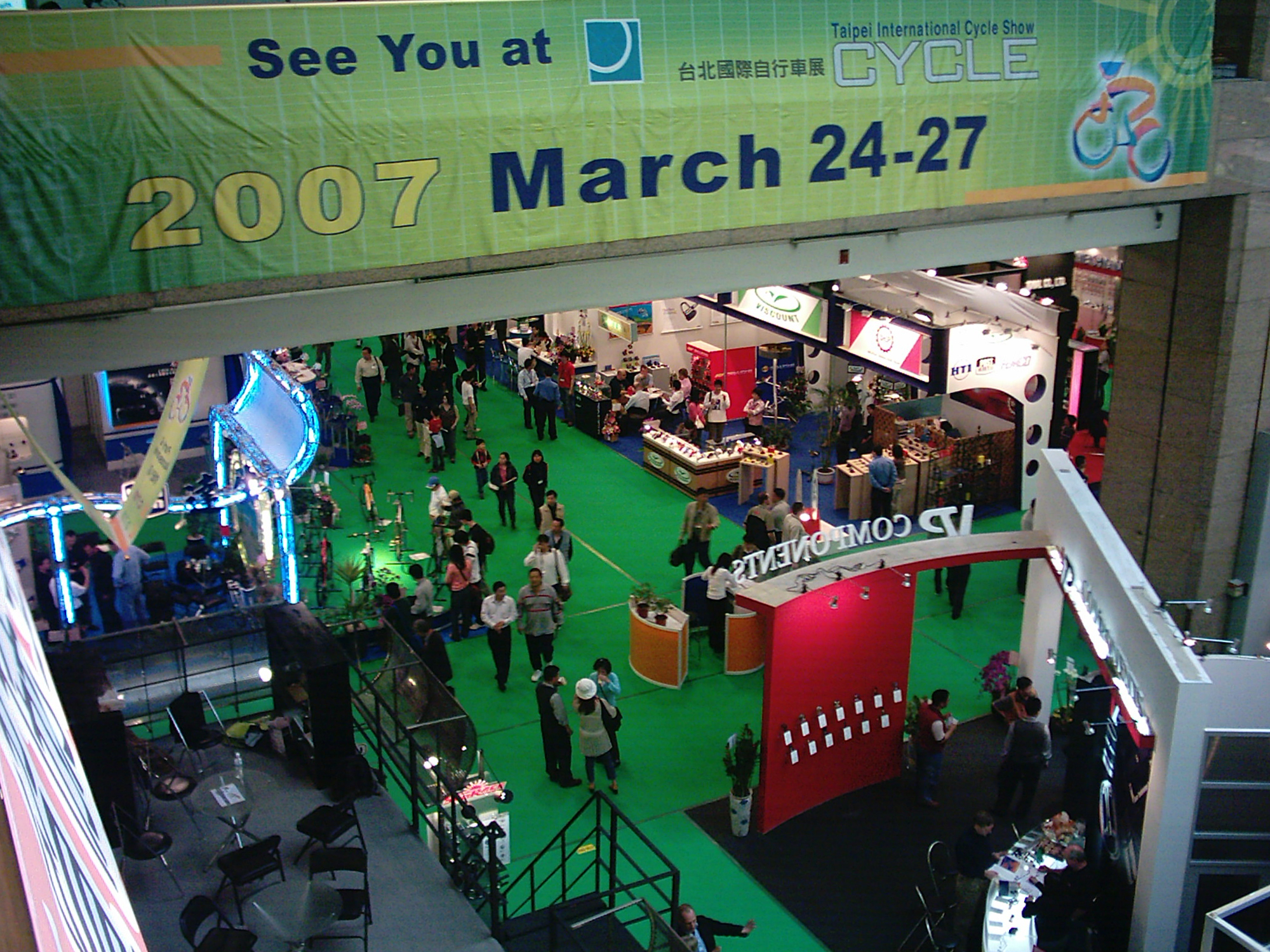
台北國際自行車展

由於本屆環台賽賽程為3月18日─3月24日進行，加上第十九屆台北國際自行車展覽會選在臺北市站的舉辦日（3月24日）做為開幕日，因此，承辦國際自由車環台賽的中華民國自由車協會，就在比賽結束後，邀請本屆的參賽團隊與賽會工作人員，參觀在台北世界貿易中心展覽一館與展覽三館展出的台北國際自行車展覽會，並於同日晚上，參與台北國際會議中心進行的「台灣自行車之夜」。

#### 比賽成績

##### 會前賽
| 組別＼名次    | 第一名 | 第二名 | 第三名 | 第四名   | 第五名   | 第六名 |
| ------------- | ------ | ------ | ------ | -------- | -------- | ------ |
| A組（男15歲） | 蕭世鑫 | 謝宏佳 | 黃彥霖 | 洪許樺建 | 劉彥傑   | 陳耿賢 |
| B組（男30歲） | 邱棠   | 王韋博 | 廖元忠 | 楊森雲   | 栗田武弘 | 邱士豪 |
| C組（男45歲） | 李福祥 | 羅昌其 | 郭文進 | 盧松福   | 林善仁   | 林芳聖 |
| D組（女子組） | 蕭美玉 | 李雅慧 | 黃合旬 | 易芳如   | 李育萱   | 柯明芳 |

##### 正式賽
- 個人總時間：
  1. 蕭恩（Milne Shawn，美國瑪吉斯車隊）：17小時56分35秒
  2. 麥克尼蘭（Robert McLachlan，澳洲保時捷車隊）：17小時57分39秒
  3. 亞可力（Yevgeniy Yakovlev，印尼寶利根隊）：17小時57分44秒
- 其他獎項：
  - 單站冠軍：廣瀨敏（日本愛三職業車隊）
  - 衝刺王：蕭恩（Shawn Milne，美國瑪吉斯車隊）
  - 台灣冠軍：彭貴祥（捷安特亞洲車隊）
  - 亞洲冠軍：亞可力（Yevgeniy Yakovlev，印尼寶利根隊）
  - 團體總冠軍：盧森堡狄佛丹治車隊（Continental Cycling Team Differdange， 盧森堡）

## 各站冠軍分布圖
註：本圖是根據上面各站成績所設計，鑒於Timeline的字元使用限制，故使用英文名稱顯示。

## 特殊紀錄
- 美國車手蕭恩成為個人總冠軍，並且連續七站的衝刺總冠軍未被對手取得。
- 第三站比賽（嘉義縣北回歸線）因比賽路線近海，加上強風之關係，有七位車手無法完成比賽。[9]
- 第四站比賽（彰化縣八卦山）是唯一有設置短程山路的分站比賽。
- 第六站比賽（彰化─台北）的188.9公里，是所有分站比賽中路段最長，也是經過最多縣市的公路分站比賽。
- 第七站比賽（台北市）因為在比賽進行第四十圈時，發生「主集團遭到小型領先集團超越達一圈以上」，而被競賽總監趙錦山（ 中国）與裁判長林辰夫（ 日本）沒收主集團，並提前結束比賽，這是國際自由車環台賽開辦以來，第一次發生「提前結束比賽」的紀錄。[10]
- 盧森堡迪佛丹治隊第一次來台灣參加國際自由車環台賽，就拿下團體冠軍。[11]
- 伊朗阿薩大學隊因為簽證問題，無法順利參與本屆比賽。[12]

## 資料來源

### 主要資料
1. （中文）. 2007年3月16日  [2007年3月31日]. （原始内容 (JPEG)存档于2007年9月27日）.
2. （中文） (PDF). 2007年3月16日  [2007年3月31日]. （原始内容 (PDF)存档于2007年9月27日）.
3. （中文） (PDF). 2007年3月16日  [2007年3月31日]. （原始内容 (PDF)存档于2007年9月27日）.
4. （中文） (PDF). 2007年3月16日  [2007年3月31日]. （原始内容 (PDF)存档于2007年9月27日）.
註：以上資料亦有實體版本，但僅提供給大會貴賓群、工作人員、裁判群、各家媒體業者。

### 成績資訊
1. （中文）. 自由車環台賽 (東森新聞). 2007年3月18日  [2007年3月31日]. （原始内容存档于2007年9月29日）.
2. （中文）詹健全. . 大運動場 (蘋果日報 (台灣)). 2007年3月19日: D4  [2007年3月31日]. （原始内容存档于2007年2月4日）.
3. （中文）. 自由車環台賽 (東森新聞). 2007年3月19日  [2007年3月31日]. （原始内容存档于2007年9月26日）.
4. （中文）詹健全. . 大運動場 (蘋果日報 (台灣)). 2007年3月20日: D4  [2007年3月31日]. （原始内容存档于2007年2月4日）.
5. （中文）江俊亮. . 體育新聞 (中央通訊社). 2007年3月20日  [2007年3月31日].[]
6. （中文）. 自由車環台賽 (東森新聞). 2007年3月20日  [2007年3月31日]. （原始内容存档于2007年3月23日）.
7. （中文）吳哲豪. . 體育新聞 (中央通訊社). 2007年3月21日  [2007年3月31日].[]
8. （中文）. 自由車環台賽 (東森新聞). 2007年3月21日  [2007年3月31日]. （原始内容存档于2007年9月29日）.
9. （中文）. 自由車環台賽 (東森新聞). 2007年3月22日  [2007年3月31日]. （原始内容存档于2007年9月29日）.
10. （中文）. 自由車環台賽 (東森新聞). 2007年3月23日  [2007年3月31日]. （原始内容存档于2007年9月29日）.
11. （中文）李安東. . 體育新聞 (中央通訊社). 2007年3月24日  [2007年3月31日]. （原始内容存档于2007年8月19日）.

### 次要資料
1. ↑  （中文）王正平. . 體育新聞 (中華日報).   [2007-03-31]. （原始内容存档于2007-05-09）.
2. ↑  （中文）. 單車誌. 輪彥國際. 2007年2月7日  [2007年3月31日]. （原始内容 (HTML)存档于2007年9月29日）.
3. ↑  （中文）陳景寶. . 屏東縣新聞 (聯合報（屏東縣版）). 2007年3月16日: C2.
4. ↑  （中文）汪美芳. . 屏東新聞 (中國時報（屏東縣版）). 2007年3月16日: C3  [2007年3月31日].[]
5. ↑  （中文）中華民國自由車協會. . 2007年1月24日  [2007年3月31日]. （原始内容 (DOC)存档于2007年2月5日）.
6. ↑  （中文）中華民國自由車協會. . 2007年3月19日  [2007年3月31日]. （原始内容 (XLS)存档于2007年9月28日）.
7. ↑  （中文）陳志成. . 彰化新聞 (中國時報（彰化縣版）). : C3.[]
8. ↑  （中文）. 中華民國自由車協會. 2007年2月12日  [2007年3月31日]. （原始内容 (HTML)存档于2007年9月28日）.
9. ↑  （中文）詹健全. . 大運動場 (蘋果日報 (台灣)). 2007年3月21日: D4  [2007年3月31日]. （原始内容存档于2007年2月4日）.
10. ↑  （中文）. 自由車環台賽 (東森新聞). 2007年3月24日  [2007年3月31日]. （原始内容存档于2007年9月29日）.
11. ↑  （中文）. 自由車環台賽 (東森新聞). 2007年3月24日  [2007年3月31日]. （原始内容存档于2007年9月29日）.
12. ↑  （中文）龍柏安; 曹明正. . 體育新聞 (自由時報). 2007年3月19日  [2007年3月31日]. （原始内容存档于2007年3月24日）.

## 外部連結
- 貿協資料下載（繁體中文）
- 各站成績一覽表（繁體中文）